# Nur Malitasari
Titre
Héritière du trône de Yogyakarta
Depuis le 5 mai 2015
(9 ans, 10 mois et 14 jours)
La princesse Nur Malitasari, née le 24 janvier 1972, est une personnalité indonésienne, membre de la famille royale de Yogyakarta. Elle est la fille aînée du sultan Hamengkubuwono X.
Le 5 mai 2015, elle proclamée princesse héritière par son père.

## Titulature
- 24 février 1972 - 8 mai 2002 : Son Altesse la princesse Nur Malitasari (naissance) ;
- 8 mai 2002 - 27 mai 2015 : Son Altesse la princesse royale ;
- depuis le 27 mai 2015 : Son Altesse la princesse héritière.